# Да отгледаш гарвани
„Да отгледаш гарвани“ (на испански: Cría cuervos) е испански драматичен филм от 1976 година на режисьора Карлос Саура.
Името на филма идва от испанската пословица Cría cuervos y te arrancarán los ojos („Отгледай гарвани да ти изкълват очите“, с еквивалент на български „Храни куче да те лае“). Филмът е многопластов, сложен, като фантазия и действителност се преплитат. Той е алегоричен разказ за тогавашна Испания, през очите на едно 8-годишно момиче, което се опитва да живее със загубата на майка си и баща си.
„Да отгледаш гарвани“ получава специалната награда на журито на фестивала в Кан през 1976 година.